# 亞布盧尼夫卡 (埃米利奇涅區)
50°46′54″N 27°48′24″E / 50.78167°N 27.80667°E
亞布盧尼夫卡（烏克蘭語：Яблунівка），是烏克蘭北部的村莊，隸屬日托米爾州的茲維亞赫爾區。該村面積3.01平方公里，海拔高度222米，2001年人口465，人口密度每平方公里154.33人。